# Suddenly, Last Summer
Suddenly, Last Summer is een Amerikaanse film uit 1959 onder regie van Joseph L. Mankiewicz. De film is gebaseerd op een toneelstuk van Tennessee Williams. Suddenly, Last Summer kreeg drie Oscarnominaties en won er geen. Zo werden Taylor en Hepburn beiden genomineerd voor Beste Actrice. Taylor won wel de prijs voor Beste Actrice bij de Golden Globes. Hepburn werd hier ook genomineerd, maar won de prijs opnieuw niet. In 1993 werd de film opnieuw gemaakt als televisiefilm met Maggie Smith, Rob Lowe en Natasha Richardson in de hoofdrollen.

## Verhaal
Catherine Holly wordt opgesloten in een instelling nadat ze getuige is geweest van de gruwelijke en mysterieuze moord op haar neef Sebastian. Catherine krijgt waanideeën en haar tante Violet, de moeder van Sebastian, raadt een hersenchirurg aan een hersenoperatie uit te voeren bij haar nicht. Als de dokter ontdekt dat Catherines verklaringen misschien wel de waarheid bevatten, moet hij haar tante confronteren met de feiten.

## Rolverdeling
| Acteur               | Personage                     |
| -------------------- | ----------------------------- |
| Elizabeth Taylor     | Catherine Holly               |
| Katharine Hepburn    | Violet Venable                |
| Montgomery Clift     | Cukrowicz                     |
| Mercedes McCambridge | Grace Holly                   |
| Albert Dekker        | Dokter Lawrence J. Hockstader |
| Gary Raymond         | George Holly                  |